# 甘三駅
甘三駅（カムサムえき）は、大韓民国大邱広域市達西区にある大邱交通公社2号線の駅である。駅番号は(225)。

## 駅構造
- 島式ホーム1面2線の地下駅。

## 駅周辺
- 水協西大邱支店
- 臥龍セマウル金庫第二分所
- 大邱甘三初等学校
- 大邱広域市教育研究院
- ロッテリア大邱甘三店
- 西大邱税務署
- ハナ銀行広場支店
- 勤労福祉公団大邱西部支社
- 源花女子高等学校
- 景和女子高等学校
- 大邱西部工業高等学校
- 西南中学校
- 大邱慶北養豚農協
- ロッテシネマ大邱広場
- 釜山銀行大邱営業部

## 歴史
- 2005年10月18日 - 甘三駅として開業。

## 利用状況
周辺に西南市場など駅周辺が多く開発されており、継続的に利用率が増えており、現在2号線の駅の中で7番目に利用客が多い。
| 路線   | 利用人数 | 利用人数 | 利用人数 | 利用人数 | 利用人数 | 利用人数 | 利用人数 | 利用人数 | 利用人数 | 利用人数 |
| 路線   | 2005年   | 2006年   | 2007年   | 2008年   | 2009年   | 2010年   | 2011年   | 2012年   | 2013年   | 2014年   |
| ------ | -------- | -------- | -------- | -------- | -------- | -------- | -------- | -------- | -------- | -------- |
| ●2号線 | 4184人   | 5886人   | 6301人   | 6545人   | 7000人   | 7151人   | 7166人   | 7408人   | 7537人   | 7502人   |

## 隣の駅
大邱交通公社
●2号線
竹田駅 (224) - 甘三駅 (225) - 頭流駅(226)